# Oficina de Correos de Tintagel
 La Antigua Oficina de Correos de Tintagel es una casa de piedra del siglo XIV, construida según los planos de una casa solariega medieval, situada en Tintagel, Cornualles, Reino Unido. La casa, y su  jardín circundante, son propiedad de la Fundación Nacional para Lugares de Interés Histórico o Belleza Natural, y el edificio está catalogado como Grado I.   
El nombre data del período victoriano cuando tuvo brevemente una licencia para ser la estación receptora de cartas del distrito. El Fideicomiso la ha restaurado a esta condición. Fue una de las primeras adquisiciones del Fideicomiso (1903) y se cierra en los meses de invierno.

El edificio fue adquirido por el Fideicomiso a su propietaria Catherine Eliza Johns (fallecida en 1925) quien había contratado al arquitecto Detmar Blow para renovarlo en 1896. (Blow también fue responsable de algunos edificios en Treknow en la década de 1890). Catherine Johns lo había comprado en 1895 para evitar su demolición. Ella y varios otros artistas recaudaron dinero para permitir que la Fundación Nacional para Lugares de Interés Histórico o Belleza Natural se lo comprara.